# دانیال ماه‌گرفته
دانیال ماه گرفته یک جوان ایرانی-یهودی بود که در زمستان ۱۳۹۱ به طرز مشکوکی به قتل رسید. او فرزند یکی از تاجران معروف یهودی و یکی از ثروتمندترین یهودیان تهران بود. در زمستان سال ۱۳۹۱ یکی از دوستان او را در خانه خود در خیابان فرشته به وسیله شلیک گلوله از نزدیک به قتل رساند. قاتل سپس دو شمعدانی، یک گیتار برقی، یک تخته فرش، یک لپتاپ و یک خودرو بی ام و متعلق به مقتول به ارزش تقریبی ۳۰۰ میلیون تومان را دزدید. متهم دلیل قتل را اختلاف طبقاتی و اینکه دانیال او را به دلیل فقیر بودن تحقیر می‌کرد دانست. 
ولیکن جامعه یهودیان اعتقاد دارد که دانیال به دلیل رابطه با دختر یکی از سرداران سپاه پاسداران انقلاب اسلامی به قتل رسیده است. بر اساس این نظر بعد از اینکه او به این دختر رابطه جنسی داشته است و قصد نداشته با او ازدواج کند به قتل رسیده است.آرمین آوی کروزناشر که از دوستان مقتول بود گفت: قتل به دلیل بیحرمت شدن خانواده دختر صورت گرفته است. مناشه امیر در گفتگو با روزنامه تایمز اسراییل گفت که این قتل دارای نکات مشکوک بسیار است.